# Peteni
Peteni (węg. Székelypetőfalva) – wieś w Rumunii, w okręgu Covasna, w gminie Zăbala. W 2011 roku liczyła 149 mieszkańców.